# Ismailia
Se ismailiter för den shiaislamiska grenen av islam.
Ismailia (arabiska: الإسماعيلية, al-Ismailiyya) är en stad i Egypten, och är administrativ huvudort för guvernementet Ismailia. Staden är uppdelad i tre administrativa områden, kismer, med totalt cirka 380 000 invånare.
Staden är belägen vid Suezkanalens västra strand, vid Timsahsjön ungefär vid mitten av kanalen. Den är huvudsäte för kanaladministrationen, och är en industrizon med bland annat livsmedelsindustri, verkstadsindustri och skeppsvarv. Staden har även ett universitet.
Ismailia grundades 1863 i samband med kanalens konstruktion, av Ismail Pascha, efter vilken staden fått sitt namn. Stängningen av kanalen 1967–1975 efter Sexdagarskriget förstörde stadens ekonomiska grund, och stora delar av befolkningen fick flytta till andra delar av Egypten. Kanalens återöppnande 1975 gav dock staden nytt liv igen. Staden har även kanalförbindelse med Kairo.

## Sport
I Ismailia spelades bland annat matcher vid VM i handboll för herrar 1999 och African Nations Cup i fotboll för herrar 2006. Den lokala sportklubben Ismaily SC har ett fotbollslag för herrar som varit framgångsrikt, med seger i egyptiska ligan 1967, 1991 och 2002 och seger i den afrikanska mästarturneringen 1969. Palestinas fotbollslandslag brukar genomföra sina träningar i Ismailia.[källa behövs]